# Асланян, Самвел Овикович
Самвел Овикович Асланян (род. 23 февраля 1986 года в Воронеже, СССР) — российский гандболист, мастер спорта России.

## Биография
Самвел Асланян начал заниматься гандболом в родном Воронеже. В 2002—2006 годах был игроком «Энергии». В 2006 году перешёл в «Чеховские медведи». С середины сезона 2007/08 года — в основном составе. В 2016 году играл в португальском «Спортинге». С 2016 года играет в Румынии.
Участник Олимпиады-2008 в Пекине (6-е место).
В 2008 году окончил Воронежский государственный институт физической культуры. Женат, есть ребёнок.

## Достижения
- Чемпион России — 2008, 2009, 2010, 2011, 2012, 2013
- Обладатель Кубка России — 2009, 2010, 2011, 2012, 2013, 2014